# Мотоно, Итиро
Барон (с июля 1916 года — виконт) Итиро Мотоно (яп. 本野 一郎 Мотоно Итиро:, 1862—1918) — японский дипломат.
В 1901—1905 годах — посланник во Франции, в 1906—1916 годах — посол в России. Подписал русско-японские политические соглашения 1907, 1910, 1912, 1916 годов. Министр иностранных дел Японии в 1916—1918 годах.